# Zur-Hilfe-Gottes-Kirche (Queienfeld)

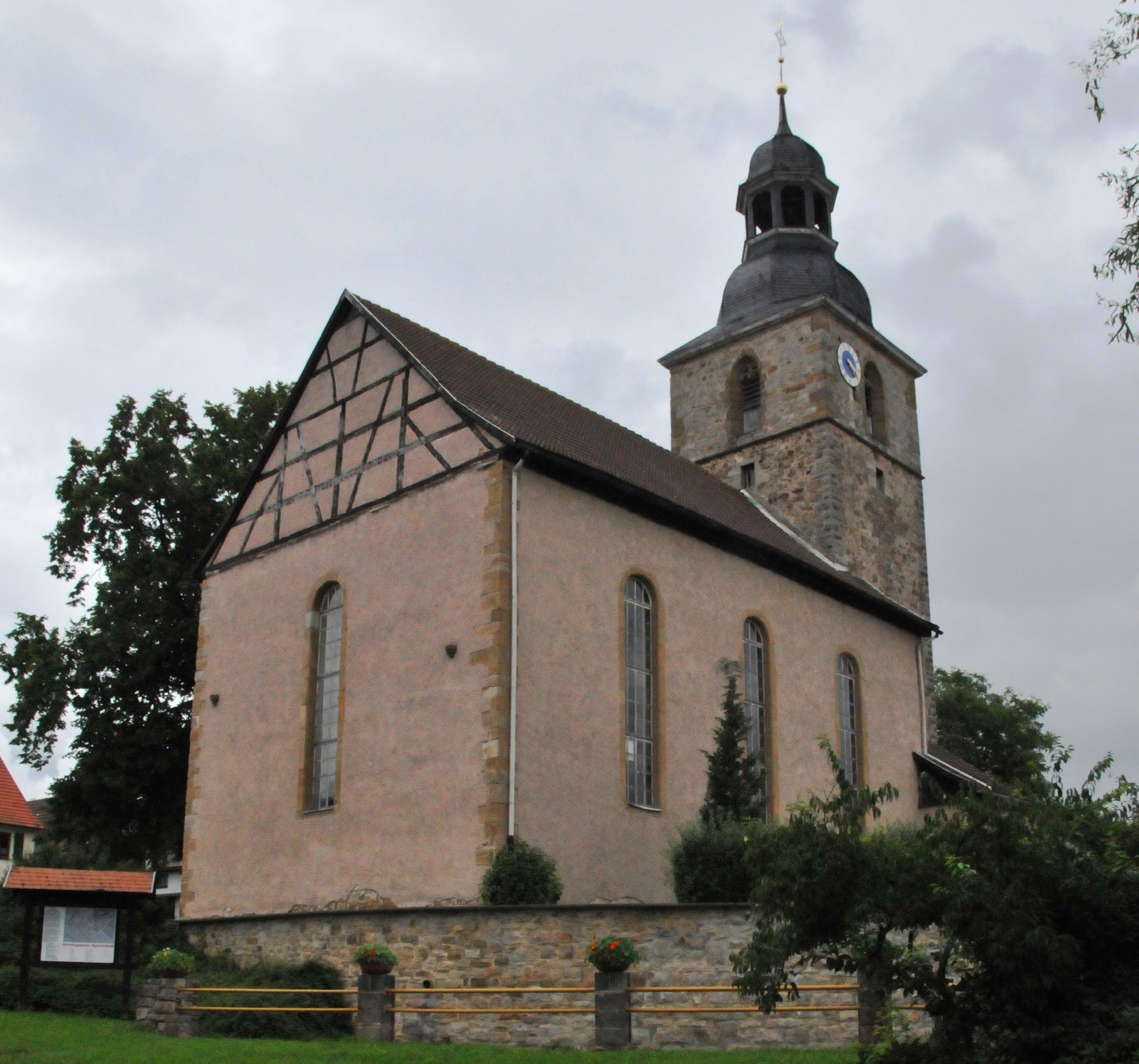
Zur-Hilfe-Gottes-Kirche

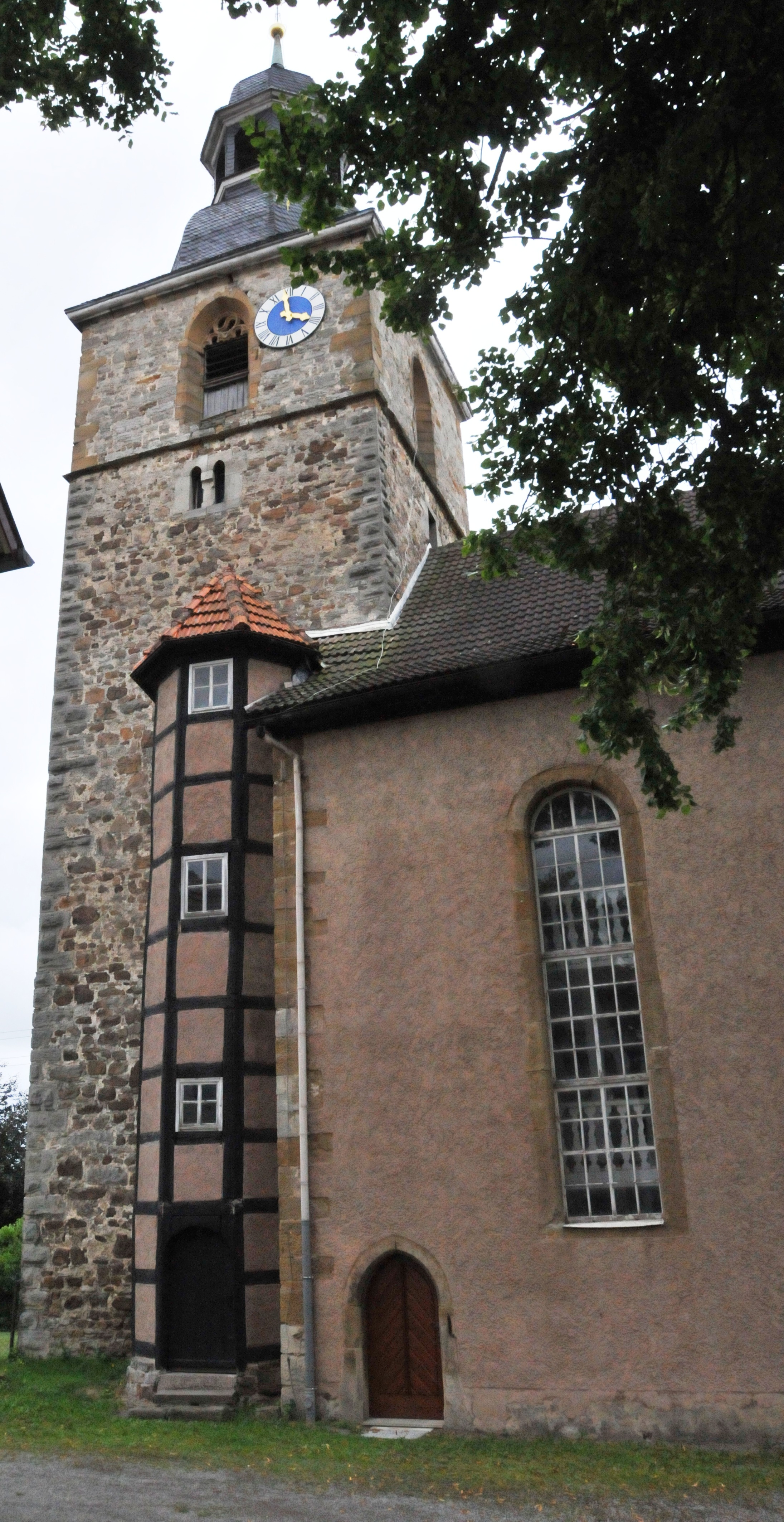
Nordseite mit außen liegendem Turmaufgang und der kleineren der beiden Eingangstore

Die Hauptkirche des thüringischen Ortes Queienfeld, Zur-Hilfe-Gottes, ist gleichzeitig eine seiner besonderen Sehenswürdigkeiten.

## Die Pfarrei
Zur heutigen evangelischen Pfarrei Queienfeld gehören noch die Kirchgemeinden Westenfeld (seit 1968) und Behrungen (seit 1966). In allen drei Gemeinden gab es früher selbständige Pfarrämter. Die (2010) etwa fünfzig evangelischen Christen aus dem benachbarten katholisch geprägten Wolfmannshausen gehören ebenfalls zur Pfarrei Queienfeld. Seit der Reformationszeit bis 1966 zählte auch Rentwertshausen zur Pfarrei. 1966 kam Rentwertshausen anlässlich einer Gebietsreform zur Pfarrei Bibra, und im Gegenzug kam Behrungen zu Queienfeld. Queienfeld und Westenfeld betreiben gemeinsam einen Kirchenchor und andere ökumenische Veranstaltungen, z. B. die Gebetswoche für die Einheit der Christen und Weltgebetstag der Frauen. Am ersten Sonntag im Mai feiert die Pfarrei einen der geistlichen Höhepunkte des Jahres, den Waldgottesdienst an der Lutherlinde.

## Geschichte

### Vorgänger
Nachweislich stand 1122 auf dem Gipfel des nördlich von Queienfeld gelegenen Queienberges die reich ausgestattete Marienkapelle mit Friedhof, Ziel der berühmten Queienfelder Wallfahrt. Als ihr die Grimmenthaler Wallfahrt den Rang abgelaufen hatte, wurde sie nach der Reformation noch eine Zeit lang besucht, verfiel dann und wurde abgetragen. Heute noch erinnert an sie nur noch ein Holzkreuz. In der Nähe steht heute die „Queienberghütte“, ein beliebtes Ausflugsziel. Vom Gipfel des Queienberges hat man einen wunderschönen Ausblick.

### Christophorus-Kapelle und Kirche Zur Hilfe Gottes
Vermutlich ist die Altarnische der heutigen Kirche in der Ortsmitte unter dem alten Wehrturm die frühere Kapelle Zum Hl. Christophorus: Spätgotisches Maßwerk, freigelegte geistliche Wandmalereien und ein Taufstein mit der Jahreszahl 1546 könnten hierfür Indizien sein. 1720 baute man an den vorhandenen Kirchturm das Kirchenschiff. Das Ensemble befindet sich innerhalb der Mauern einer ehemaligen Kirchenburg. Ein noch gut erhaltener Teil des Wehrgrabens zeugt von der Wehranlage im Mittelpunkt des Dorfes. Die Kirche erhielt den Namen Zur Hilfe Gottes. Derzeit (2010) ist die Kirche ohne Patrozinium.

## Innere Ausstattung

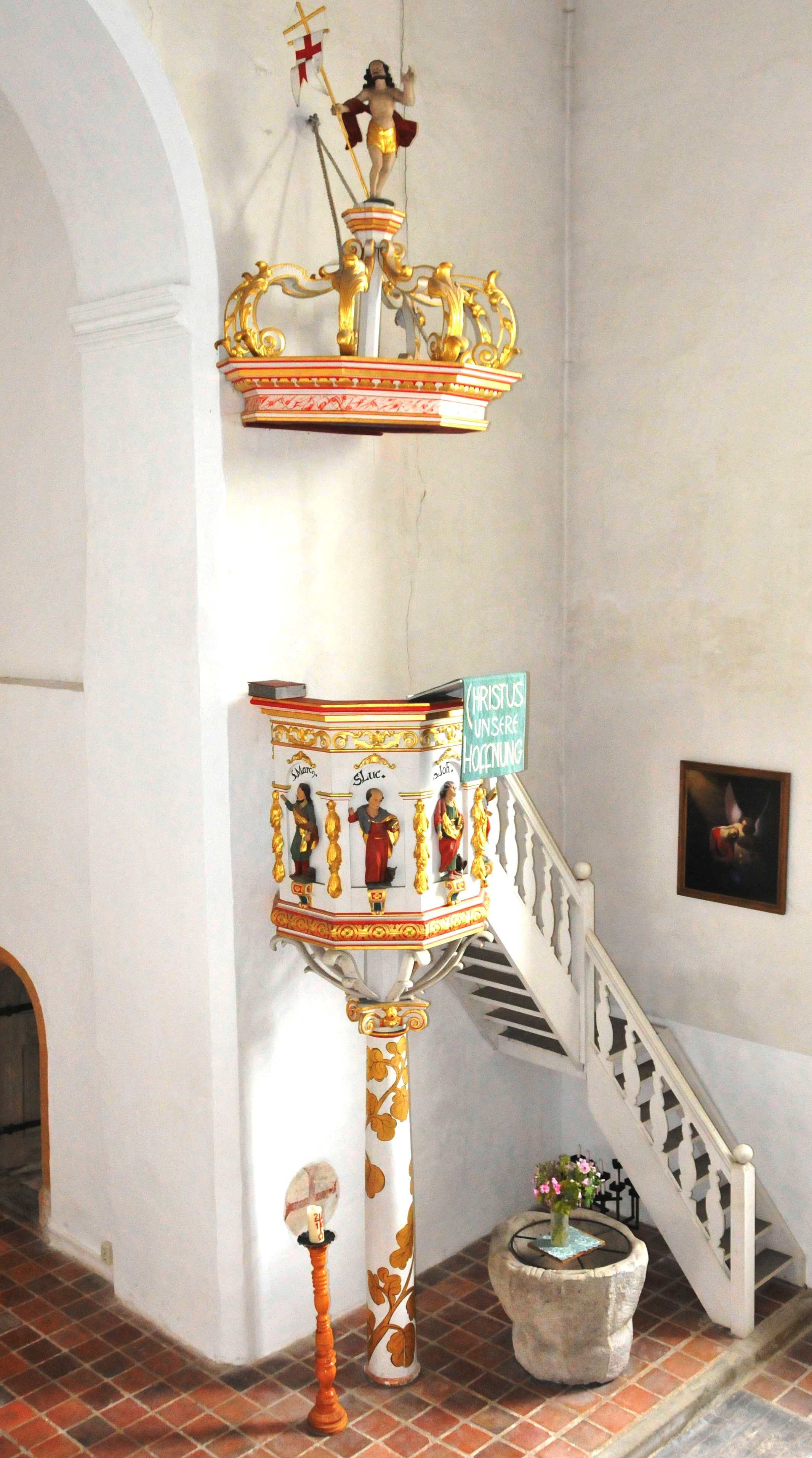
Kanzel mit Taufbecken und Apostelkreuz

### Kanzel
Betritt man die Kirche durch die kleinere der beiden nördlichen Eingangstüren, so beeindruckt zunächst der Blick auf die hohe Kanzel von 1731. Der steile Treppenaufgang wird heute nicht mehr zu jeder Predigt genutzt, sondern nur noch zu besonderen Anlässen. Ursprünglich war die Kanzel zusammen mit der Orgel im (zu) kleinen Altarraum untergebracht, so dass von 1970 bis 1974 ein großer Umbau der Kirche vorgenommen wurde, mit dem Ergebnis des heutigen Standortes von Kanzel und Orgel.
Den Kanzelkorb schmücken Halbreliefs der Evangelisten. Den Schalldeckel ziert eine aufgesetzte goldfarbige Krone, über der sich der auferstandene Christus mit der Siegesfahne erhebt. Die Kanzel ist nicht wie sonst üblich, an der Wand oder einem Pfeiler des Kirchenschiffes hängend angebracht, sondern steht auf einem unter der Kanzel mittig stehenden Pfeiler, den eine rankende Pflanze schmückt. An der Wand unter der Kanzel ist ein altes Apostelkreuz zu sehen, ein zweites Exemplar befindet sich an der nördlichen Wand des Altarraums. Direkt unter der Kanzel steht ein Taufbecken von 1546.

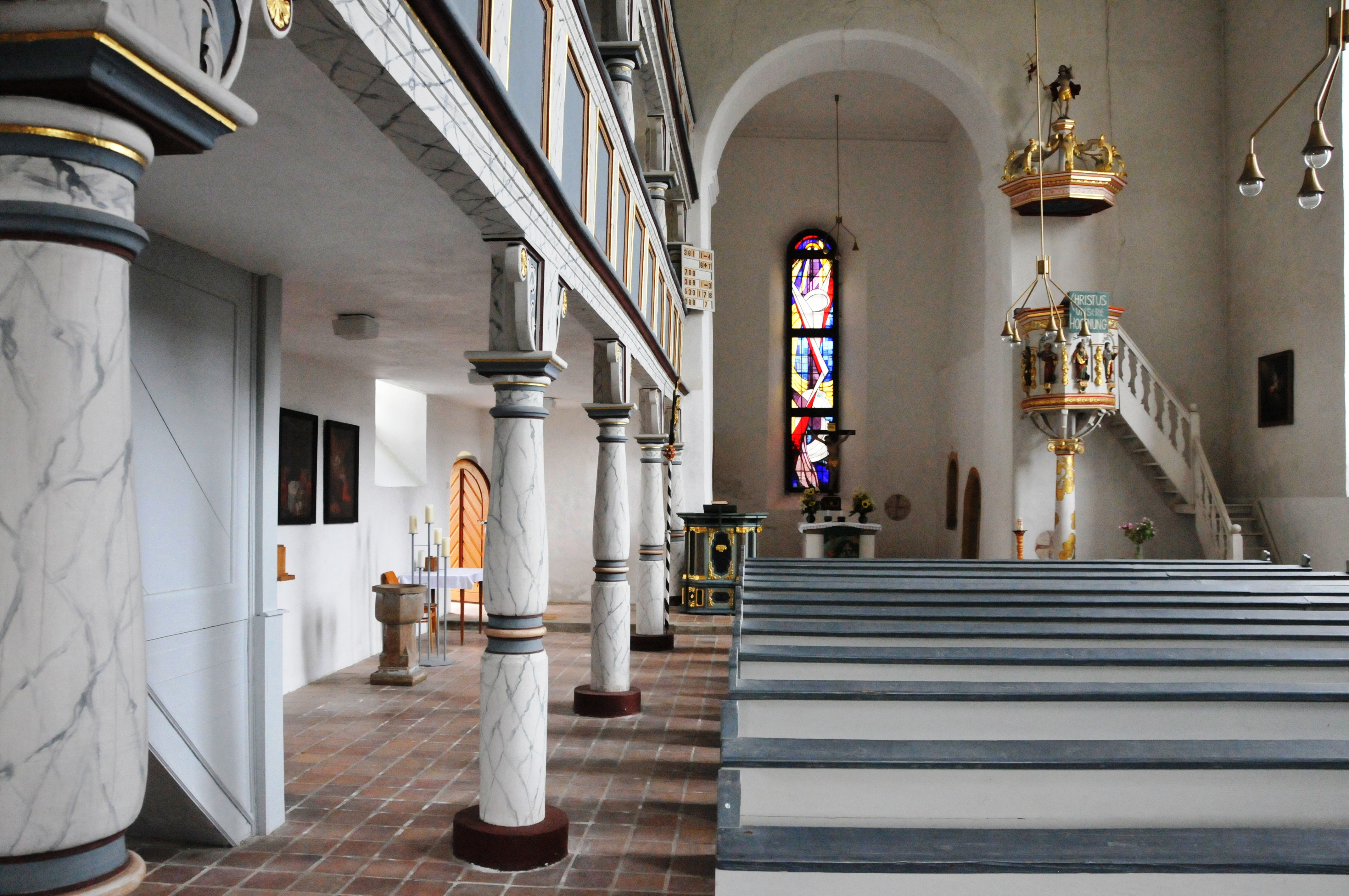
Blick zum Altarraum

### Altar
Der Altarraum (eher nur eine Altarnische, die ehemalige Kapelle) befindet sich an der Westseite des Kirchenschiffes. Er nimmt nur etwa ein Drittel der Breite des Kirchenschiffes ein. Beeindruckend ist das moderne Bleiglasfenster mit einer stilisierten Kreuzigungsszene. Das Fenster ist eine Spende eines früheren Gemeindemitglieds. Kunstgeschichtlich interessant sind die alten Fresken, die erst bei den Umbauarbeiten Anfang der 1970er Jahre entdeckt und freigelegt wurden, sowie das Apostelkreuz an der gleichen Wand.

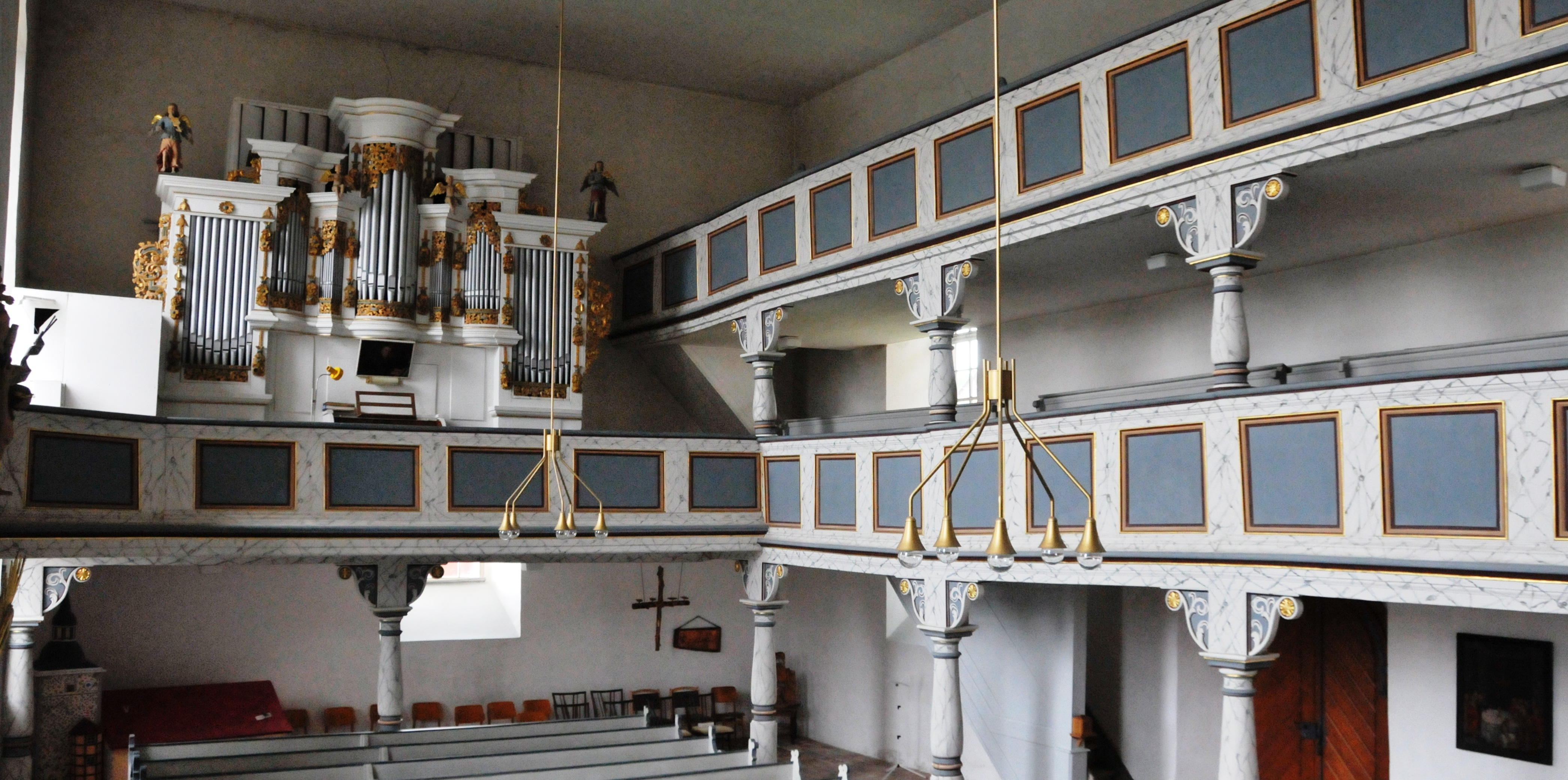
Emporen mit Orgel

### Empore und Orgel
Die Nordwand der Kirche wird von einer zweistöckigen Empore beherrscht, deren untere Etage an der Ostseite die schöne Orgel beherbergt. Über dem Orgelmanuale hängt ein Gemälde des Saalfelder Kirchenmusikers Wilhelm Köhler, der hier in Queienfeld geboren wurde. Zu den Hauptwerken Köhlers gehört die Vertonung von Psalm 100. Vers 4 dieses Psalms steht auf einer Holztafel über der Eingangstür der Kirche. Sie wurde am 25. Januar 1844 zum 300-jährigen Gedenken der Einführung der lutherischen Reformation im Henneberger Land angebracht.

## Persönlichkeiten
- Wilhelm Köhler (1852–1924), Kirchenmusiker